# Hančí Baarová
Hančí Baarová, křtěná Anna, provdaná Šafránková16. června 1910 Klenčí pod Čerchovem – 18. května 1947, Praha) byla česká spisovatelka, autorka regionalisticky zabarvených milostných příběhů.

## Životopis
Narodila se v Klenčí pod Čerchovem v rodině Martina Baara a jeho manželky Marie Hostreiterové. Byla nejstarší ze čtyř sourozenců. Dne 2. června 1941 se na pražském Smíchově provdala za Bohumila Šafránka, oficiála zemského úřadu, narozeného 24. září 1910 ve Stradonicích.
Debutovala v sešitových edicích, kam přispívala povídkami, folklorními, kulturněhistorickými črtami o Chodsku i romány. Knižně vydalo její román Chodská romance v roce 1941 nakladatelství A. Neubert. Román Na sluneční straně vydal v roce 1943 Josef L. Švíkal.
Ze vzpomínek Jaroslavy Štěpánkové a Z. Medkové (Holubové), která vlastnila její dopisy se prý znala s Karlem Čapkem. Pracovala v Praze jako úřednice. Na pokračování vycházely v Lidových novinách dvě její práce Biskup a Od pramene. Po roce 1945 vycházela také na pokračování povídka Po pěšinkách rodného kraje, která nebyla dokončena. Používala také pseudonym H. I. Barow (Barrow, Barrov). Vydavatelství Melantrich vydalo ve své sešitové edici Rozruch její román Zlatý shon (1941)

### Okupace a závěr života
Za okupace byla zapojena do odboje, kde pracovala pod třemi krycími jmény. Po zatčení Gestapem byla vězněna nejprve v Terezíně a až do konce druhé světové války v různých koncentračních táborech. Na základě jiných zdrojů byla vězněna a vyšetřována ještě po druhé světové válce. Zemřela v roce 1947 na otravu plynem, neznámo zda nešťastnou náhodou anebo sebevraždou.

### Příbuzenský vztah k Jindřichu Šimonu Baarovi
Ve zdrojích se traduje bez bližšího udání, že šlo o neteř spisovatele a kněze Jindřicha Šimona Baara; jinde se ale tento vztah považuje za neprokázaný. (V rozhovoru z roku 1940, kde o Baarovi hovoří jako o „stryjčku faláři“, je uváděna pouze jako „příbuzná“, nikoliv jako neteř.)

## Dílo

### Tisk
Ve 40. letech 20. století se její kratší prózy objevovaly v denním tisku.
Od března 1946 uveřejňovala v týdeníku Hraničář pod názvem Radostné setkání a dalšími názvy na pokračování své vzpomínky z koncentračního tábora po jeho osvobození Rudou armádou.

### Knižní vydání
- Chodská romance (1941)
- Na sluneční straně (1943)